# بيير جاسندي
بيير جاسندي (بالفرنسية: Pierre Gassendi) (بالفرنسية: [pjɛʁ gasɛ̃di]؛ بيير جاسند أيضًا، بطرس جاسندي؛ 22 يناير 1592 – 24 أكتوبر 1655) كان فيلسوفًا، وقسيسًا، وعالم فلك، وعالم رياضيات فرنسي. وبينما شغل منصبًا في الكنيسة في جنوب شرق فرنسا، أمضى أيضًا الكثير من الوقت في باريس، حيث كان قائد مجموعة من المثقفين ذوي التفكير الحر. كان أيضًا عالمًا رصديًا، نشر أول بيانات عن عبور عطارد عام 1631. وقد سُمَّيت الفوهة القمرية جاسندي باسمه.
كتب أعمالًا فلسفية عديدة، وتُعتبر بعض المناصب التي عمل بها مهمة، وقد وجد نهجًا بين الشكوكية والدوغماتية. يشير ريتشارد بوبكين إلى أن جاسندي كان أحد أوائل المفكرين الذين صاغوا «النظرة العلمية» الحديثة، للشكوكية الحديثة التجريبية. لقد تصادم مع معاصره ديكارت بخصوص احتمالية المعرفة المعينة. وحاول أشهر مشاريعه الفكرية توفيق الذرية الأبيقورية مع المسيحية.

## السيرة الشخصية

### النشأة
وُلد جاسندي في شامبريسير ديجني، في فرنسا لوالده أنتوني جاسند ووالدته فرانسواه فابري. كُلِّف خاله ثوماس فابري بتعليمه المبكر، والذي كان كاهن كنيسة شامبريسير. كان أعجوبةً شابة، وأظهر أمكانيات أكاديمية في سن مبكرة جدًا وارتاد الكوليج (المدرسة الثانوية في البلدة) في ديجني، حيث أظهر موهبةً خاصة في اللغات والرياضيات. ودخل بعد ذلك بفترة وجيزة إلى جامعة إيكس أون بروفونس، ليدرس الفلسفة على يد فيليبيرت فيساي، الكرملي. وفي الكلية الملكية في بوربون (كلية الآداب بجامعة إيكس). استدعته كلية ديجني عام 1612 ليلقي محاضرةً عن اللاهوت. وبينما كان في ديجني، سافر إلى سينسز، حيث حصل على درجات صغرى من المطران جاك مارتن. حصل على شهادة الدكتوراه في اللاهوت بعد أربع سنوات في أفينيون، واختير ليكون عالم لاهوت في مجلس الكاتدرائية في ديجني. حصل في 1 أغسطس عام 1617 على درجة الكهنوتية من المطران جاك توليتشيلا من مارسيليا. وفي نفس السنة، وبعمر الرابعة والعشرين، قَبل بمنصب رئيس قسم الفلسفة في جامعة إيكس أون بروفونس، وسلَّم منصب رئيس قسم اللاهوت لأستاذه القديم فيساي. بدا أن جاسندي كان ينسحب تدريجيًا من اللاهوت. حافظ على منصب عالم لاهوت الشريعة في ديجني، ومع ذلك، وفي سبتمبر 1619، عندما استولى الأسقف رافاييل دي بولون على أبرشية ديجني، شارك جاسندي وقام ألقى الخطاب نيابة عن المجلس.
حاضر عن فلسفة أرسطو في المقام الأول، متطابقًا إلى أقصى حد ممكن مع الطرق التقليدية، بينما تابع باهتمام كذلك اكتشافات جاليليو وكيبلر. وقد تواصل مع عالم الفلك جوزيف جوزيف غوتييه دي لا فاليت (1564-1647)، النائب الكبير لرئيس أساقفة إيكس.

### القسيسية
سيطرت الرهبنة اليسوعية على جامعة إيكس عام 1623. وشغلوا جميع المناصب باليسوعيين، فكان على جاسندي أن يجد مؤسسةً أخرى. رحل وعاد إلى ديجني في 10 فبراير 1623، ثم عاد إلى إيكس ليشاهد كسوف القمر في 14 إبريل ووجود المريخ في برج القوس في 7 يونيو، وعاد من هناك إلى ديجني. سافر إلى غرونوبل نيابةً عن مجلس ديجني من أجل دعوى قضائية، وبتردد شديد، لأنه كان يعمل على مشروعه عن تناقضات أرسطو. طبع في عام 1624 أول جزء من ممارسات متناقضة ضد الأرسطيين. ظهرت نبذة عن الكتاب الثاني لاحقًا في لاهاي (1659)، ولكن جاسندي لم يؤلف الخمسة البقية أبدًا، وبدا أنه اعتقد أن مناقشات أرسطوطاليسية لفرانسيسكو باتريزي قد ترك القليل من المجال له.
أمضى بعض الوقت مع نيكولا بايرسك. وسافر جاسندي في فلاندر وهولندا عام 1628 حيث التقى بإسحاق بيكمان وفرانسوا لويلير. عاد إلى فرنسا عام 1631. أصبح مجلس الكاتدرائية في ديجني عام 1634 مشمئزًا من التصرفات المُسرفة لبروفوست بليز أوسيت وقرروا استبداله. حصلوا على توقيف من برلمان إيكس، بتاريخ 19 ديسمبر 1334، والذي ساعد على إقالته واختيار بيير جاسندي رئيسًا لمجلس الكاتدرائية.  نُصِّب جاسندي في 24 ديسمبر 1634. شغل المنصب الرئاسة حتى وفاته عام 1655.
كتب بعض الأعمال خلال هذا الوقت، تحت إصرار مارين ميرسين. شملت الأعمال بحثه عن الفلسفة الصوفية لروبرت فلود، ومقالة عن الشمس الكاذبة، وبعض الملاحظات عن عبور عطارد.

### أربعينيات القرن السابع عشر
أمضى جاسندي بعض السنوات يسافر في بروفنس مع دوق أنغوليم، محافظ المنطقة. كتب خلال هذه الفترة كتابًا أدبيًا واحدًا فقط، وهو حياة عن بيريسك، الذي يبدوا أن وفاته أحزنت جاسندي للغاية عام 1637؛ طُبعت مشكل متكرر وتُرجمت إلى اللغة الإنجليزية. عاد إلى باريس عام 1641، حيث التقى بتوماس هوبز. وقد درَّس بعض حصص الفلسفة غير الرسمية، وكسب تلامذةً وأتباعًا؛ وبحسب كاتب السير الشخصية جريماريست، كان من ضمنهم موليير، وسيرانو دي برجراك (الذي تعد مشاركته في الحصص محل نقاش)، وجان هيسنولت وكلود-إيمانويل شابيل، ابن لوليير.
أشركه مرسين عام 1640 في الجدل مع رينيه ديكارت. ظهرت اعتراضاته على الافتراضات الأساسية لديكارت في طبعة عام 1641؛ وظهرتتحت عنوان المجموعة الخامسة من الاعتراضات في أعمال ديكارت. وبالرغم من أن الفضل يُنسب إلى ديكارت في اكتشاف معضلة العقل والجسد، فقد كان جاسندي هو أول من وضَّحها في رده على ازدواجية العقل والجسد لديكارت. بدا ميل جاسندي نحو المدرسة التجريبية للتنظير أكثر وضوحًا هنا مقارنةً بأي من كتاباته الأخرى. هاجم جان باتيست موران دي موتو أمبريسو أموتوري ترانزليتو (1642). وحاول مرسين عام 1643 كذلك الحصول على الدعم من السوسيني الألماني والمدافع عن التسامح الديني مارسين رور. رد رور بصورة مطولة قائلًا إنه قرأ لجاسيندي بالفعل ولكنه كان يفضل ترك العلم للعلم وليس الكنيسة.
وافق على شغل منصب رئيس قسم الرياضيات عام 1645 في كوليج دو فرانس في باريس، وألقى محاضرات لعدة سنوات بنجاح بالغ. وبالإضافة إلى كتاباته المثيرة للجدل عن الأسئلة الفيزيائية، ظهر خلال هذه الفترة أول الأعمال التي يتذكره بها مؤرخو الفلسفة. ونشر في عام 1647 أطروحةً لاقت استحسانًا بعنوان في حياة وعادات ومذاهب الكتاب الأبيقوي الثامن. وظهر تعليقه بعد سنتين على الكتاب العاشر لديوجانس اللايرتي. كان قد نشر في نفس السنة التعليق الأكثر أهميةً بعنوان فلسفة سينتاجما لأبيقور.
أجبره اعتلال صحته عام 1648 على التخلي عن محاضراته في كوليج دو فرانس. وأصبح في هذه الفترة متوافقًا مع ديكارت، بعد سنوات من البرود، من خلال وساطة سيزار ديستريس.

## روابط خارجية
- بيير جاسندي على موقع الموسوعة البريطانية (الإنجليزية)
- بيير جاسندي على موقع إن إن دي بي (الإنجليزية)